# Ferdinand de Cajazzo
Pour les articles homonymes, voir Ferdinand d'Aragon.
Ferdinand de Cajazzo, appelé aussi Ferdinand d'Aragon est le cinquième évêque bénédictin de Caiazzo en Campanie (Italie) au XIe siècle. Il est fêté comme saint de l'Église catholique le 27 juin, plus particulièrement à Alvignano, probablement par confusion avec le roi sanctifié Ferdinand III de Castille (XIIIe siècle) dont l'église contient des reliques.

## Culte
- La basilique Sainte-Marie de Culbuteria d'Alvignano portait auparavant, à partir de 1300, le nom de saint Ferdinand d'Aragon.
- L'église San Ferdinando, à Naples, est dédiée à saint Ferdinand d'Aragon après 1767[2]. Elle est située sur la Piazza Trieste e Trento, qui s'appelait auparavant Piazza San Ferdinando.

## Dans la culture populaire

### Dictons
- Temps de la Saint-Fernand, chaleur et soleil riant[3].